# Liste der Wappen im Kreis Borken
Diese Liste beinhaltet alle in der Wikipedia gelisteten Wappen des Kreises Borken in Nordrhein-Westfalen, inklusive historischer Wappen. Alle Städte, Gemeinden und Kreise in Nordrhein-Westfalen führen ein Wappen. Sie sind über die Navigationsleiste am Ende der Seite erreichbar.

## Kreis Borken

Wappen des Kreises Borken
Der Kreis Borken in Nordrhein-Westfalen

## Wappen der Städte und Gemeinden

Stadt Ahaus
Stadt Bocholt
Kreisstadt Borken
Stadt Gescher
Stadt Gronau (Westf.)
Gemeinde Heek
Gemeinde Heiden
Stadt Isselburg
Gemeinde Legden
Gemeinde Raesfeld
Gemeinde Reken
Stadt Rhede
Gemeinde Schöppingen
Stadt Stadtlohn
Gemeinde Südlohn
Stadt Velen
Stadt Vreden

## Wappen ehemaliger Gemeinden

Gemeinde Alstätte, seit 1975 Stadtteil von Ahaus
Gemeinde Ottenstein, seit 1975 Stadtteil von Ahaus
Gemeinde Wessum, seit 1975 Stadtteil von Ahaus
Gemeinde Wüllen, seit 1969 Stadtteil von Ahaus
Amt Liedern-Werth, seit 1975 Stadtteil von Bocholt und Isselburg
Stadt Gemen-Stadt, seit 1969 Stadtteil von Borken
Amt Gemen-Weseke, seit 1975 Stadtteil von Borken
Gemeinde Epe, seit 1975 Stadtteil von Gronau
Altgemeinde Gescher, seit 1969 Stadtteil von Gescher
Amt Nienborg, 1969 aufgegangen in der Gemeinde Heek
Altgemeinde Heek, seit 1969 Ortsteil von Heek
Gemeinde Nienborg, seit 1969 Ortsteil von Heek
Stadt Anholt, seit 1975 Stadtteil von Isselburg
ehem. Stadt Isselburg, seit 1975 Stadtteil von Isselburg
Stadt Werth, seit 1975 Stadtteil von Isselburg
Altgemeinde Legden, seit 1969 Ortsteil von Legden
Gemeinde Asbeck, seit 1969 Ortsteil von Legden
Gemeinde Erle, seit 1975 Ortsteil von Raesfeld
Altgemeinde Raesfeld, seit 1975 Ortsteil von Raesfeld
Altgemeinde Rhede, seit 1968 Ortsteil von Rhede
Gemeinde Oeding, seit 1969 Ortsteil von Südlohn
Altgemeinde Südlohn, seit 1969 Ortsteil von Südlohn
Gemeinde Ramsdorf, seit 1975 Ortsteil von Velen
Altgemeinde Velen, seit 1975 Ortsteil von Velen
Stadt Vreden bis 1973

## Historische Wappen von Gronau (Westf.)

Gronau (Westf.), Wappen von 1898 bis 1937
Gronau (Westf.), Wappen von 1937 bis 1981

## Wappen ehemaliger Kreise

Kreis Ahaus, selbständig bis zum 31. Dez. 1974
Kreis Borken, bis zum 31. Dez. 1974

## Wappenbeschreibungenund Anmerkungen
1. ↑  Kreis Borken: „In Gold ein mit drei weißen Mauerankern belegter roter Balken.“ (§ 3 Absatz 1 der Hauptsatzung des Kreises Borken (Memento des Originals vom 23. März 2013 im Internet Archive)  Info: Der Archivlink wurde automatisch eingesetzt und noch nicht geprüft. Bitte prüfe Original- und Archivlink gemäß Anleitung und entferne dann diesen Hinweis. (PDF; 246 kB), genehmigt durch Urkunde des Regierungspräsidenten in Münster vom 14. Mai 1979)
2. ↑  Stadt Ahaus: „Quadriert von Gelb und Rot, die Felder 1 und 4 mit je drei roten durchgehenden Balken belegt.“ (§ 2 Absatz 1 der Hauptsatzung der Stadt Ahaus, genehmigt durch Urkunde des Regierungspräsidenten in Münster vom 14. April 1978)
3. ↑  Stadt Bocholt: „Das Stadtwappen zeigt eine silberne Buche mit silbernen Früchten auf grünem Feld.“ (§ 2 Absatz 1 Satz 1 der Hauptsatzung der Stadt Bocholt (Memento des Originals vom 18. Juli 2011 im Internet Archive)  Info: Der Archivlink wurde automatisch eingesetzt und noch nicht geprüft. Bitte prüfe Original- und Archivlink gemäß Anleitung und entferne dann diesen Hinweis. (PDF; 97 kB), genehmigt in seiner heutigen Form am 6. März 1930)
4. ↑  Stadt Borken: „In Silber (Weiß) eine rote Befestigung mit doppelter silberner (weißer) Toröffnung in zinnengekrönter Mauer und drei Türmen, von denen der mittlere eine silberne (weiße) Fensterrose in Form eines Vierpasses zeigt und mit einer in einen Knopf auslaufenden Kuppel bedeckt ist, während die beiden seitlichen einen Zinnenkranz tragen.“ (§ 2 Absatz 1 der Hauptsatzung der Stadt Borken (PDF; 187 kB), genehmigt durch Urkunde des Regierungspräsidenten in Münster vom 22. April 1970)
5. ↑  Stadt Gescher: „Das Wappen der Stadt Gescher stellt auf grünem Schild zwei voneinander abgekehrte silberne (weiße) Jagdhörner dar.“ (§ 2 Absatz 1 der Hauptsatzung der Stadt Gescher (Seite nicht mehr abrufbar, festgestellt im März 2022. Suche in Webarchiven)  Info: Der Link wurde automatisch als defekt markiert. Bitte prüfe den Link gemäß Anleitung und entferne dann diesen Hinweis. (PDF; 188 kB), genehmigt durch Urkunde des Regierungspräsidenten in Münster vom 20. Januar 1971)
6. ↑  Stadt Gronau: „Das Stadtwappen zeigt in Grün einen breiten gelben mit einem schwarz bewehrten blauen Schwan belegten Wellenpfahl, begleitet vorn von einer gelben Spule, hinten von einer gelben Ähre.“ (§ 3 Absatz 1 der Hauptsatzung der Stadt Gronau, genehmigt durch Urkunde des Regierungspräsidenten in Münster vom 8. Oktober 1981)
7. ↑  Gemeinde Heek: „Von Rot zu Gold (Gelb) gespalten; vorne stehend ein goldener (gelber) Bischof mit Stab in der Rechten, Buch und Kirchenmodell in der Linken, zu seinen Füßen eine goldene (gelbe) Gans, hinten eine rote Zinnenmauer mit schwarzem Doppeltor, beseitet von je einer schwarzen Fensteröffnung, darauf ein roter Turm mit Haubendach und Zinnengalerie und drei übereinander angeordneten schwarzen Fenstern.“ (§ 2 Absatz 2 der Hauptsatzung der Gemeinde Heek (Memento des Originals vom 15. März 2013 im Internet Archive)  Info: Der Archivlink wurde automatisch eingesetzt und noch nicht geprüft. Bitte prüfe Original- und Archivlink gemäß Anleitung und entferne dann diesen Hinweis. (PDF; 47 kB), genehmigt durch Urkunde des Regierungspräsidenten in Münster vom 10. Juli 1972)
8. ↑  Gemeinde Heiden: „Im blauem Feld zwei silberne (weiße) Balken, deren unterem ein goldenes (gelbes) Hünengrab aufsitzt.“ (§ 2 Absatz 1 der Hauptsatzung der Gemeinde Heiden (Seite nicht mehr abrufbar, festgestellt im März 2022. Suche in Webarchiven)  Info: Der Link wurde automatisch als defekt markiert. Bitte prüfe den Link gemäß Anleitung und entferne dann diesen Hinweis. (PDF; 59 kB), genehmigt durch Urkunde des Innenministers des Landes Nordrhein-Westfalen vom 17. April 1956)
9. ↑  Stadt Isselburg: „In Rot über einer gezinnten silbernen (weißen) Mauer ein zinnenbekröntes weißes Gebäude mit Spitzdach und Laterne, das Dach beseitet von zwei silbernen (weißen) Mauerankern.“ (§ 2 Absatz 2 der Hauptsatzung der Stadt Isselburg (Memento des Originals vom 8. Dezember 2015 im Internet Archive)  Info: Der Archivlink wurde automatisch eingesetzt und noch nicht geprüft. Bitte prüfe Original- und Archivlink gemäß Anleitung und entferne dann diesen Hinweis. (PDF; 57 kB), genehmigt durch Urkunde des Regierungspräsidenten in Münster vom 20. Juli 1976)
10. ↑  Gemeinde Legden: „Von Gold (Gelb) zu Blau zu Silber (Weiß) geteilt. In der  Mitte in Blau drei sechsstrahlige goldene (gelbe) Sterne, von denen der mittlere etwas erhöht ist; unten in Silber (Weiß) zwei rechtsschräggestellte Reihen roter Rauten.“ (§ 2 Absatz 2 der Hauptsatzung der Gemeinde Legden (Memento des Originals vom 26. November 2015 im Internet Archive)  Info: Der Archivlink wurde automatisch eingesetzt und noch nicht geprüft. Bitte prüfe Original- und Archivlink gemäß Anleitung und entferne dann diesen Hinweis. (PDF; 55 kB), genehmigt durch Urkunde des Regierungspräsidenten in Münster vom 5. März 1970)
11. ↑  Gemeinde Raesfeld: „Von Rot und Gelb geteilt, vorn ein gelber Turm mit steiler Haube, hinten zwei rote pfahlweise gestellte Eichhörnchen.“ (§ 2 der Hauptsatzung der Gemeinde Raesfeld (PDF; 22 kB), genehmigt durch Urkunde des Regierungspräsidenten in Münster vom 30. April 1979)
12. ↑  Gemeinde Reken: „In gelb (gold) über einem doppelten, mit je 3 Fenstern und Spitzdach versehenen schwarzen Kirchenchor ein sechsblättriger grüner Stechpalmenzweig mit 11 (3:8) roten Beeren.“ (§ 2 Absatz 1 der Hauptsatzung der Gemeinde Reken, genehmigt durch Urkunde des Regierungspräsidenten in Münster vom 16. Januar 1970)
13. ↑  Stadt Rhede: „Ein in Silber (Weiß) und Grün quadrierter Schild, dessen Feld 1 und 4 mit je zwei schwarzen Zickzackfäden, Feld 2 mit einem silbernen (weißen) Weberschiffchen, Feld 3 mit einer silbernen (weißen) Pflugschar belegt ist.“ (§ 2 Absatz 1 der Hauptsatzung der Stadt Rhede (Memento des Originals vom 11. November 2012 im Internet Archive)  Info: Der Archivlink wurde automatisch eingesetzt und noch nicht geprüft. Bitte prüfe Original- und Archivlink gemäß Anleitung und entferne dann diesen Hinweis. (PDF; 64 kB), genehmigt durch Urkunde des Regierungspräsidenten in Münster vom 26. September 1968)
14. ↑  Gemeinde Schöppingen: „Im Wappenschild ein silbernes (weißes) Schaf auf grünem Grund.“ (§ 2 Absatz 2 der Hauptsatzung der Gemeinde Schöppingen, genehmigt durch Urkunde des Regierungspräsidenten in Münster vom ???)
15. ↑  Stadt Stadtlohn: „Das Wappen der Stadt Stadtlohn zeigt drei Paulusköpfe über drei blauen Querbalken auf silbernem (weißem) Grund.“ (§ 2 Absatz 1 der Hauptsatzung der Stadt Stadtlohn (PDF; 48 kB). Das Wappen wurde letztmals durch Kaiser Wilhelm II. in seiner Eigenschaft als Preußischer König durch Allerhöchsten Erlass vom 9. August 1909 festgesetzt.)
16. ↑  Gemeinde Südlohn: „Von Silber (Weiß) zu Rot schräglinks geteilt, oben ein aufrechtes dreiblättriges grünes Kleeblatt; unten ein aus dem Schildrand wachsender silbener (weißer) Turm mit Kegeldach und über einem Zinnenfries ausladenden Obergeschoß. Von den sechs schwarzen Fenstern sind vier paarweise über dem Fries, zwei pfahlweise (heraldisch) rechts darunter angeordnet.“ (§ 2 Absatz 2 der Hauptsatzung der Gemeinde Südlohn (Seite nicht mehr abrufbar, festgestellt im April 2019. Suche in Webarchiven)  Info: Der Link wurde automatisch als defekt markiert. Bitte prüfe den Link gemäß Anleitung und entferne dann diesen Hinweis., genehmigt durch Urkunde des Regierungspräsidenten in Münster vom 15. Januar 1971)
17. ↑  Stadt Velen: „Das Wappen der Stadt Velen zeigt im vergrößerten gelben Schildhaupt drei balkenweise gestellte rote Merletten, unten in blau eine mit gelbem Kreuz besteckte gelbe Ramme.“ (§ 2 Absatz 2 der Hauptsatzung der Stadt Velen (PDF; 121 kB), genehmigt durch Urkunde des Regierungspräsidenten in Münster vom 14. November 1977)
18. ↑  Stadt Vreden: „Auf blauem Grund in Gold (Gelb) die Heiligen Petrus mit aufgerichtetem silbernen (weißen) Schlüssel und Paulus mit aufgerichtetem silbernen (weißen) Schwert als Schildhalter eines von silber (weiß) zu blau gespaltenen Schildes, der vorn ein durchgehendes schwarzes Kreuz, hinten einen goldenen (gelben) Balken zeigt.“ (§ 2 Absatz 2 der Hauptsatzung der Stadt Vreden (Memento des Originals vom 4. März 2016 im Internet Archive)  Info: Der Archivlink wurde automatisch eingesetzt und noch nicht geprüft. Bitte prüfe Original- und Archivlink gemäß Anleitung und entferne dann diesen Hinweis. (PDF; 46 kB), genehmigt durch Urkunde des Regierungspräsidenten in Münster vom 14. September 1973)